# 烏魯斯基宮
烏魯斯基宮（Pałac Uruskich）是位於波蘭首都華沙的一座歷史建築。現在宮殿的所在地在歷史上曾有一座修建於1740年代的巴洛克式宮殿建築。烏魯斯基宮現在的建築修建於1844年至1847年。